# 風間舞子

風間 舞子（かざま まいこ、1956年〈昭和31年〉5月25日 - ）は、日本の女優である。特ににっかつロマンポルノにおいて1980年代初頭における一連の映画出演で知られている。　　

## 人生とキャリア
風間は1956年5月25日に長崎県で生まれる 。1979年12月には 新東宝映画制作のピンク映画 『女教師(秘)教えてあげる』で演技のキャリアを始め、梅沢薫監督から指導を受ける 。 1980年の前半期に彼女は磯村一路監督の新東宝映画『ワイセツドキュメント 連続変質魔』で下元史朗と共演 するなど新東宝映画作品に出演。1980年にはミリオンフィルムや他のスタジオなどでも多くのピンク映画が作られている。 　   
彼女がにっかつロマンポルノに登場した最初の映画は1980年7月リリースの『単身赴任 新妻の秘密』 。ピンク映画評論家のトーマスと三原ユウコ・ヴァイサーズらは、美しい女性ではないが風間を「セックスの匂いがする」と指摘し、にっかつ女優として発掘し、育て、彼女の機能を開花させた西村昭五郎監督を称賛  。この映画の2か月後、西村は、1979年に引退した谷ナオミに代わる新星として迎え、彼女の才能に合う役割を与えようとして風間を主演にして監督した映画『泣く女』は、風間主演の4部構成の『Woman Who ...』シリーズの第1作  。シリーズの2番目の映画、『のけぞる女』は加藤彰監督で、1980年11月にリリースされた   。シリーズで3番目のエントリーになる『見せたがる女』 を1981年1月に公開し  この映画で風間は、第3回ヨコハマ映画祭で最優秀女優賞を受賞した 。この作品は小沼勝が監督したが、 シリーズ最後の映画、1981年6月の『あそばれる女』も小沼勝が監督した。ヴァイサーズは、シリーズ全体を通して「風間の演技能力は常に輝いている」とコメントしている  。 
この時までに、ヴァイサーズによると、風間はにっかつの「80年代の最大の女優」になっていたという  。1981年9月、風間はにっかつ監督の菅野隆とペアを組み、彼女のために作られた映画『 密漁妻 奥のうずき』で、殺人事件を目撃してエクスタシーを見つける性的にアグレッシブな女性を演じる   。風間は1982年4月に菅野監督と『生録盗聴ビデオ』で再び仕事をし、再び人妻を演じた。ヴァイサーズは、この映画と前の『密漁妻 奥のうずき』について、彼女の代表作2つであると考えている   。日本映画データベースは、1982年7月のリリース『くいこみ海女 乱れ貝』 は風間によるにっかつの最後の映画としてリストしている。 
風間はまた、1982年のメインストリーム映画2本、『TATTOO＜刺青＞あり』 と『ウィークエンドシャッフル』にも小さな役で出演  。1987年4月、風間はコメディアンの木村進と結婚し、大阪市に定住したが後に離婚した。

## フィルモグラフィー
- 女教師(秘)教えてあげる(1979年12月、新東宝映画)
- ワイセツドキュメント 連続変質魔(1980年3月、新東宝映画)
- 単身赴任　新妻の秘密(1980年7月、にっかつ)
- 泣く女(1980年9月、にっかつ)
- のけぞる女(1980年11月、にっかつ)
- 見せたがる女 (1981年1月、にっかつ)
- 東京カリギュラ夫人(1981年3月、にっかつ)
- もっと激しくもっとつよく(1981年5月、にっかつ)
- あそばれる女(1981年6月、にっかつ)
- 四畳半レポート いじる(1981年7月、にっかつ)
- 密漁妻 奥のうずき(1981年9月、にっかつ)
- レイプウーマン 淫らな日曜日(1981年11月、にっかつ)
- 快楽温泉郷 女体風呂(1981年11月、にっかつ)
- セクシー・ぷりん 癖になりそう(1981年12月、にっかつ)
- 看護婦日記　獣じみた午後(1982年2月、にっかつ)
- 生録盗聴ビデオ(1982年4月、にっかつ)
- TATTOO＜刺青＞あり(1982年6月、高橋プロ)
- くいこみ海女 乱れ貝(1982年7月、にっかつ)
- ウィークエンド・シャッフル(1982年10月、ジョイパックフィルム)
- 女衒 ZEGEN(1987年9月、東映)
- この世の外へ クラブ進駐軍(2004年2月)

## テレビドラマ出演
- 連続アクチュアルドラマ 部長刑事 （ABC）
  - 第1116話「昼と夜・女たちの部屋」（1980年）
  - 第1121話「さくら散りし後に」(1980年）
  - 第1175話「無惨な夜・舞妓志望の女」（1981年）
  - 第1219話「劇場」(1982年）
  - 第1254話「女優シリーズ 女・その愛 No.1 悪魔に渡された家」(1982年）
  - 第1275話「コーヒーに砂糖を入れて」(1983年）
- ザ・ハングマン 第37話「悪のカゲに浮気妻あり」（1981年、ABC）
- 新・必殺仕事人 第20話「主水 つらく夜勤する」（1981年、ABC） - 右左駒
- 闇を斬れ 第24話「女が牙をみがく夜」（1981年、KTV）
- 影の軍団II 第24話「くノ一秘法“双面の術”」（1982年、KTV） - 花袖
- 文吾捕物帳 第26話「ろくでなしの涙」（1982年、ANB）
- 女捜査官 第7話「愛欲の教授夫人と涙の老スリ」（1982年、ABC）
- 右門捕物帖 第11話「女と女の間には」（1983年、NTV）
- 暴れん坊将軍II 第3話「気になるあいつの恋びんた!」（1983年、ANB） - お徳
- 大奥 第24話「わんわん行進曲」（1983年、KTV） - 千代
- 西部警察 PART-III 第68話「真夜中のゲーム」（1984年、ANB） - 鳥越みどり
- 遠山の金さんII 第2シリーズ 第5話（第161話 ）「女豹秘話・浪花女の啖呵が冴えた!」（1985年、ANB / 東映） ‐ お梶
- 春の波涛 （1985年、NHK） - 福助
- 影の軍団Ⅳ 第27話「大老暗殺! 桜田門の女たち」（1985年、KTV） - 霧女
- イエスの方舟（1985年12月9日、TBS） - 山田みつ子
- 純ちゃんの応援歌 （1989年、NHK） - 菊江
- 名奉行遠山の金さん 第4シリーズ第22話「蒸発した六人の娘」（1992年、ANB） - お甲
- 七人の女弁護士 第7話（1993年、ANB） - 柳川ひとみ
- おみやさん 第5話（2002年、ANB） - 岡本史恵
- 桂ちづる診察日録 （2010年、NHK） - お銀
- 警視庁鑑識課〜南原幹司の鑑定〜3 （2013年、TBS） - 江里子

## 参照資料
1. ↑  “http://movie.goo.ne.jp/cast/c86124/” (Japanese).   Goo]. 2011年9月27日閲覧。
2. ↑  “http://www.jmdb.ne.jp/1979/dc003960.htm” (Japanese).   [JMDB]. 2011年9月27日閲覧。
3. ↑  “http://www.jmdb.ne.jp/1980/dd000970.htm” (Japanese).   [JMDB]. 2011年9月28日閲覧。
4. ↑  “Waisetsu dokyumento renzoku henshitsu ma”.   [IMDb]. 2011年9月28日閲覧。
5. 1 2  “http://www.jmdb.ne.jp/person/p0337150.htm” (Japanese).   [JMDB]. 2011年9月28日閲覧。
6. ↑  Weisser, Thomas; Yuko Mihara Weisser (1998). Japanese Cinema Encyclopedia: The Sex Films. Miami: Vital Books : Asian Cult Cinema Publications. pp. 369, 513. ISBN 1-889288-52-7
7. ↑  Weisser p.336
8. ↑  Weisser p.513
9. ↑  “第３回ヨコハマ映画祭 １９８１年日本映画個人賞” (Japanese).   Yokohama Film Festival. 2012年3月9日時点のオリジナルよりアーカイブ。2011年1月7日閲覧。
10. ↑  Weisser p.318
11. ↑  “http://www.jmdb.ne.jp/1981/de002980.htm” (Japanese).   [JMDB]. 2011年10月1日閲覧。
12. ↑  Weisser p.318-319
13. ↑  “http://www.jmdb.ne.jp/1982/df000980.htm” (Japanese).   [JMDB]. 2011年10月1日閲覧。
14. ↑  Weisser p.245
15. ↑  “http://www.jmdb.ne.jp/1982/df002200.htm” (Japanese).   [JMDB]. 2011年10月1日閲覧。
16. ↑  “TATTOO[刺青あり(1982)]” (Japanese).   [AllCinema]. 2011年10月7日閲覧。
17. ↑  “https://www.allcinema.net/cinema/87827” (Japanese).   [AllCinema]. 2011年10月7日閲覧。
18. ↑  “【あの人ＮＯＷ！】風間舞子、ロマンポルノ語る！一度脱ぐともう平気！”. ZAKZAK (2012年9月14日). 2020年7月12日閲覧。